# Ulrika Junker Miranda
Ulrika Junker Miranda, född 31 augusti 1953, är en svensk översättare. Hon har varit huvudredaktör för Bonniers uppslagsbok och Bonniers Musiklexikon.

## Biografi
Miranda översätter från danska, engelska, norska, spanska och tyska till svenska. Hon har översatt ett hundratal titlar, främst facklitteratur inom områden som kulturhistoria, management, personlig utveckling, psykologi, intelligensforskning, inlärning, medicin och hälsa och kvinnofrågor. Hon har även översatt skönlitteratur och barn- och ungdomsböcker. Hon har tidigare varit verksam bland annat som förlagsredaktör och arkeolog.
Miranda har varit huvudredaktör för två uppslagsverk: Bonniers uppslagsbok och Bonniers Musiklexikon

### Omnämnanden
Mirandas översättning av En antisemits memoarer omnämndes 2012 av Ulf Eriksson med "Stilistiskt är boken ofta mycket njutbar, och det kan den svenska läsaren tacka översättaren Ulrika Junker Miranda för." Torsten Kälvemark kommenterade samma översättning med "Boken har redan fått status som en internationell klassiker och att den nu kommit i en välgjord översättning till svenska är inte en dag för tidigt."

## Översättningar (urval)
- 1992 - Det eviga kriget mot kvinnan - Marilyn French
- 1994 - De sju intelligenserna - Howard Gardner
- 1995 - Takt och ton i EU - John Mole
- 2002 - Kvinnor som älskar böcker för mycket - Brenda Knight, Brain Books
- 2004 - Känslosamma resor - Finn Skårderud, Natur och Kultur
- 2004 - Att få barn -- den nakna sanningen - Jane Symons, Forum
- 2005 - Kroppsspråket - Susan Quilliam, Ordalaget
- 2007 - Får hackspettar huvudvärk?, Ordalaget
- 2009 - Världshistorisk atlas - Dr Geoffrey Waver, hf Ullmann
- 2010 - Tredje rikets öga - Hitlers filmfotograf - H.G. Hiller von Gaertringen, Bonnier Fakta
- 2010 - Tretton skäl varför - Jay Asher, Langenskiölds bokförlag
- 2012 - Rezzori, Gregor von; Nádas Péter (2012). En antisemits memoarer: en roman i fem berättelser. Översättning: Ulrika Junker Miranda. Stockholm: 2244. Libris 12429015. ISBN 9789186729066
- 2017 - Dueñas, María. Bida sin tid. Översättare: Ulrika Junker Miranda. [Stockholm]: Massolit förlag. Libris 20719254. ISBN 9789176790472
- 2017 - Ballesteros, Carles. Hej Glada björn!. Små vänner. Översättare: Ulrika Junker Miranda. Bromma: Ordalaget Bokförlag. Libris 19788610. ISBN 9789174691818
- 2018 - Bredesen, Dale. Slutet för alzheimer: hur vi kan förebygga och motverka hjärnans nedbrytning. Översättare: Ulrika Junker Miranda (Första upplagan). Stockholm: Pagina. Libris 22057951. ISBN 9789163616143
- 2018 - Breggin, Peter R.. Silvia Klenz Jönsson. red. Att sluta med psykofarmaka: handbok för förskrivare, behandlare, patienter och deras anhöriga. Översättare: Ulrika Junker Miranda. Stockholm: Karneval förlag. Libris 20372880. ISBN 9789187207938
- 2018 - Bukin, Denis; Guliev Kamil'. KGB-skolan: är du tillräckligt smart för att bli agent?. Översättare: Ulrika Junker Miranda. Västra Frölunda: Tukan förlag. Libris 22365906. ISBN 9789177832690
- 2018 - Duenas, Maria. Bida sin tid. Översättare: Ulrika Junker Miranda (Pocketutgåva). Stockholm: Massolit pocket. Libris 22413706. ISBN 9789176795422
- 2018 - Eklund, Fredrik. Fredrik 2.0: Året då jag återfann mig själv. Översättare: Ulrika Junker Miranda. Stockholm: Ekerlids Förlag. Libris 21869120. ISBN 9789188193742
- 2018 - Galfard, Christophe. Universum i din hand: en resa genom rymden, tiden och oändligheten. Översättare: Ulrika Junker Miranda. Stockholm: Volante. Libris 21821213. ISBN 9789188659293
- 2018 - George, Nina. Den lilla bistron i Bretagne. Översättare: Ulrika Junker Miranda. [Stockholm]: Bazar. Libris 22330123. ISBN 9789170285066
- 2018 - Niequist, Shauna. Var dag nog: en inbjudan till oss som längtar efter att hinna leva. Översättare: Ulrika Junker Miranda. [Örebro]: Libris bokförlag. Libris 20401831. ISBN 9789173875745
- 2018 - Peterson, Jordan B.; Josephson Ludvig. 12 livsregler: ett motgift mot kaos. Översättning: Helena Sjöstrand Svenn, Anna Olsson & Ulrika Junker Miranda. Stockholm: A nice noice. Libris 5d2kss7q3c93gwxt. ISBN 9789188711830
- 2018 - Schiøtz Wibye, Carl; Carlbom Aje. Terrorns rike: hur en våldsam sekt från arabiska öknen radikaliserade islam. Översättare: Ulrika Junker Miranda. Stockholm: Karneval förlag. Libris 21649704. ISBN 9789188729019
- 2018 - Wainwright, Tom. Narconomics: konsten att driva en drogkartell. Översättare: Ulrika Junker Miranda (Första upplagan). Västra Frölunda: NoNa. Libris 22365854. ISBN 9789188107572